# Тенста (станція метро)
59°23′38″ пн. ш. 17°54′07″ сх. д. / 59.393888888889° пн. ш. 17.901944444444° сх. д.
«Тенста» (швед. Tensta) — станція Стокгольмського метрополітену. 
Розташована на синій лінії, обслуговується потягами маршруту Т10, між станціями Юльста та Рінкебю,  
Була відкрита 31 серпня 1975 року. 
Відстань від початку маршруту — станції Кунгстредгорден складає 13.5 км. 
Пасажирообіг станції в будень —	6900 осіб (2019)

Конструкція: односклепінна тбіліського типу (глибина закладення 20-22 м) з однією острівною платформою.
Художнє оформлення станції виконано художницею та скульптором Хельгою Геншен. 
Станція розписана написами різними мовами, віршами, малюнками у вигляді квітів та тварин. 
Тема тварин також є у скульптурних композиціях. 
На платформі північного напрямку розміщені плакати, де 18 мовами написано слово «Солідарність».

## Операції
| Попередня станція | Лінія | Лінія     | Лінія | Наступна станція           |
| ----------------- | ----- | --------- | ----- | -------------------------- |
| Юльста кінцева    |       | Лінія T10 |       | Рінкебю до Кунгстредгорден |